# Ismene narcissiflora
Ismene narcissiflora är en amaryllisväxtart som först beskrevs av Nikolaus Joseph von Jacquin, och fick sitt nu gällande namn av Max Joseph Roemer. Ismene narcissiflora ingår i släktet Ismene och familjen amaryllisväxter. Inga underarter finns listade i Catalogue of Life.

## Bildgalleri

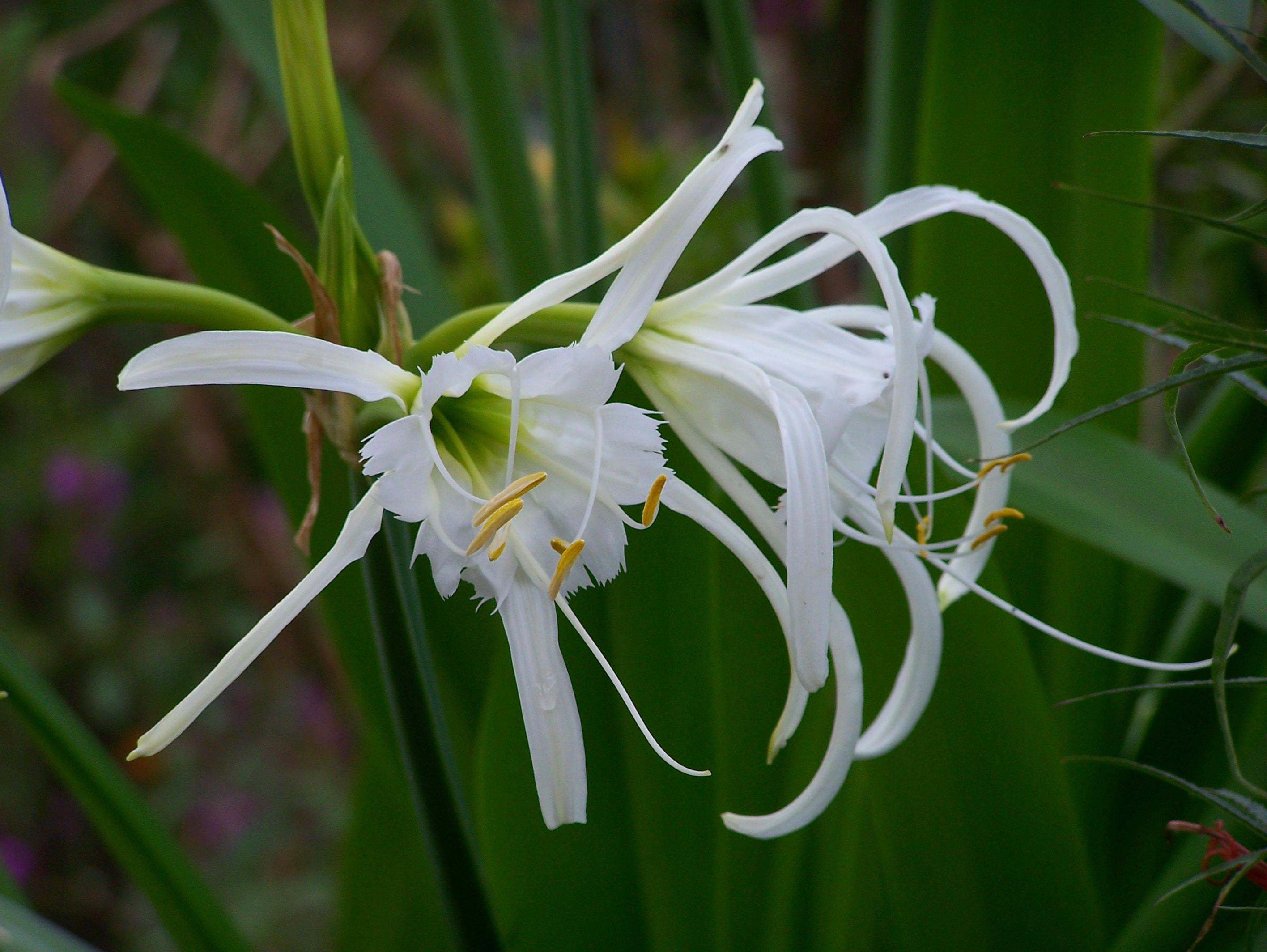
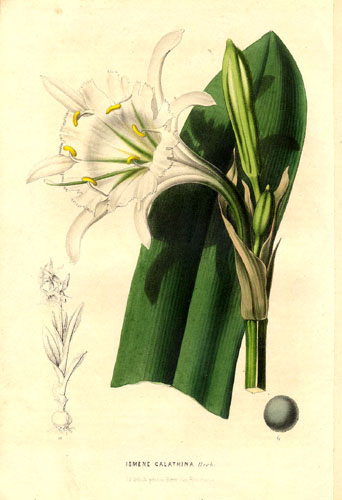
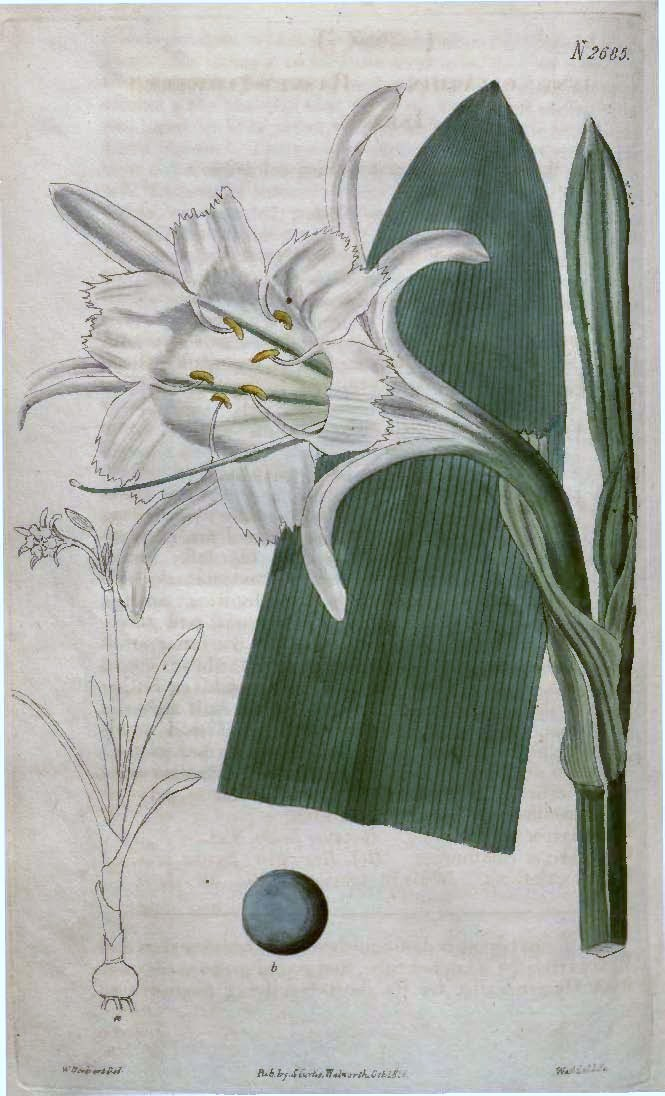
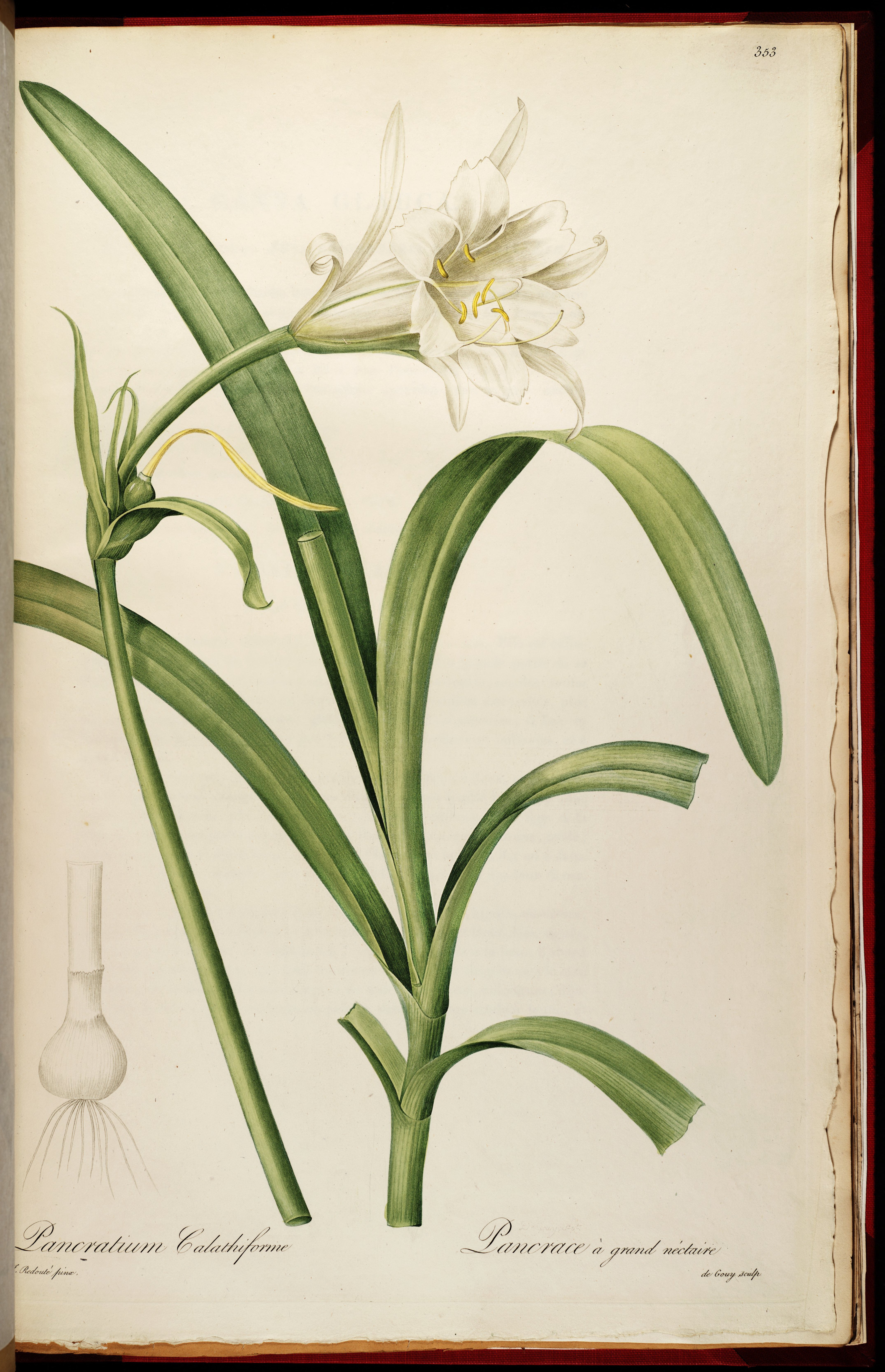
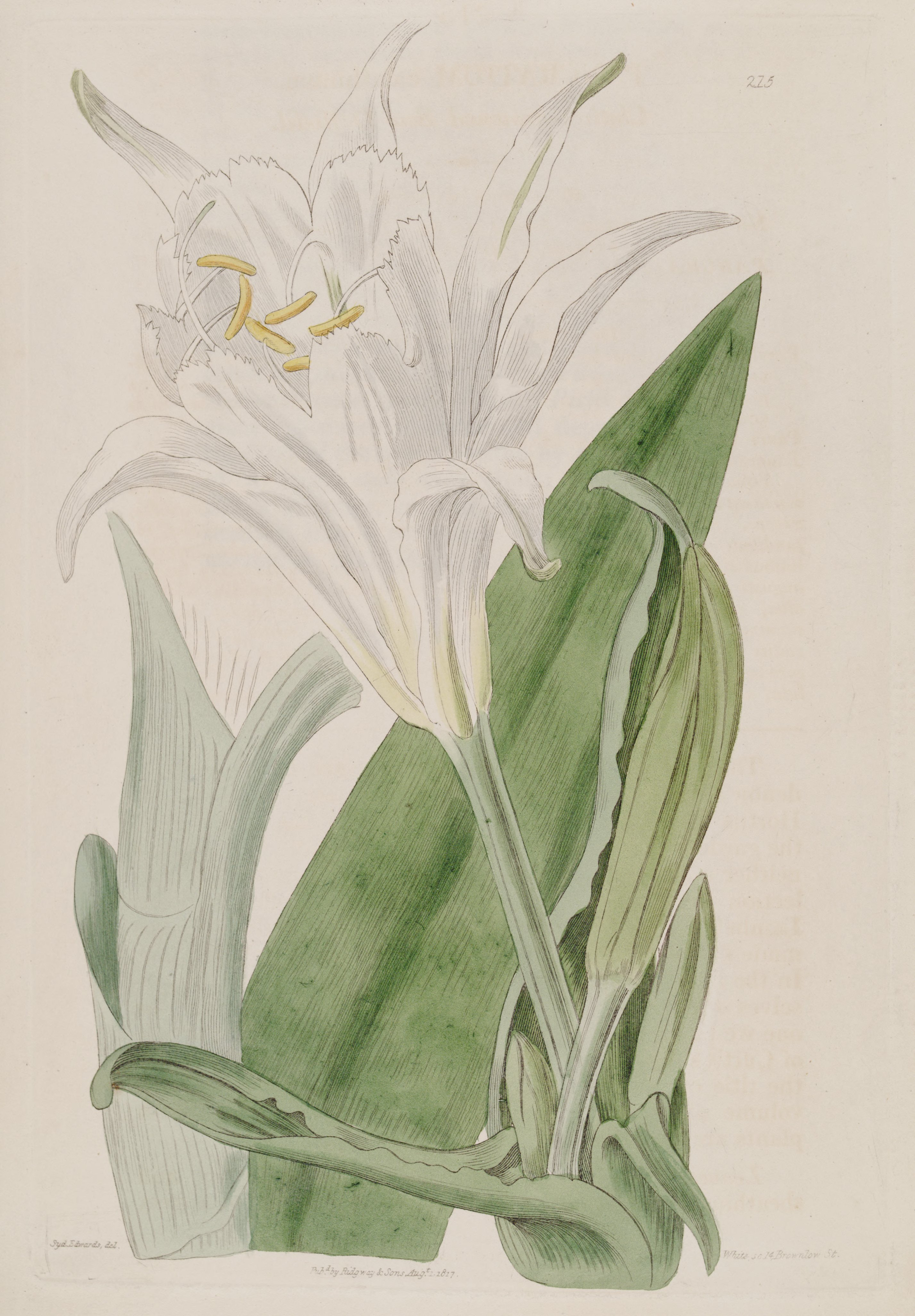